# الحسين أمراكشي
الحسين أمراكشي اسمه الحقيقي الحسين العسري (ولد في قرية أفتاس 1965) هو مغني وملحن أمازيغي وكاتب كلمات وعازف على ألة الرباب والبانجو، هو فنان مغربي أمازيغي ينحدر من إقليم شيشاوة. كان من بين أنجح المغنين الأمازيغ تجاريا في المغرب.[بحاجة لمصدر] ويعتبر أسطورة حية في الأغنية الأمازيغية 

## سيرته
ولد الحسين العسري المعروف بالحسين أمراكشي سنة 1965 بقرية أفتاس قرب شيشاوة.
جعله حبه الكبير للغناء ونضم الشعر يسافر إلى مدينة أگادير فانضم إلى فرقة الرايس مبارك أيسار ومعه تعلم العزف على الرباب. التحق بعدها بفرقة الرايس مولاي محمد بلفقيه ومعه بدأ يبرز نجمه بحيث هناك دائما إقبال على أغانيه من طرف الشباب بسبب الإحساس المرهف في قصائده وملامسة قضايا الشباب وقربه من جمهوره. وأصدر أول ألبوم موسيقي له سنة 1989 باسم "الحسين أمراكشي.

## أعماله
كان من المغنين البارزين في حقبة التسعينات من القرن الماضي. لكن شهرته لم تبرز إلا في مطلع سنة 1992 في ألبومه «اغراك ايبادل أوسمون» وتوالت أشرطته الناجحة التي فاقت مئة ألبوم. وقام بسهرات ناجحة بداخل المغرب وخارجه خاصة بدول أوروبا والولايات المتحدة.
خاض أمراكشي تجربة التمثيل لأول مرة عام 2012 في شريط فيديو يتحدث عن حياته الشخصية والمهنية كما خاض تجربة انتخابية فاشلة سنة 2016.
كان من أكثر المغنيين المغاربة بيعا للألبومات رغم القرصنة التي يشتكي منها مرارا وتكرار ويضطر أحيانا لإنتاج نسخة ثانية لسد الخصاص. ومعروف بانتقاذه الشديد للقرصنة وعدم تفعيل قانون حماية الملكية الفكرية.
من أنجح أغانيه:
- نكي أيرزان العهد
- لاح مادورنان
- أتبير إيكان أومليل [6]
- سامحي أيليس ميدن
- هان سيك الزين
- الزين الخطر أيكا
- لوصاف ن الزين
- أغريب
- ليقامت أوغبالو
- ويلي كان كرا كانت
- ياسلام[7]
- صبر هلي أكرا تكيت تمرا
- كار أزمز مقار إلا

ساهم مؤخرا في كتابة وتلحين الأغنية «الصحرا تناغ اتكا» حول الصحراء المغربية.

## جوائز
تعتبر أغاني الحسين أمراكشي توثيقاً تاريخياً لمجموعة من الأحداث الوطنية والدولية من خلال تناول هذه الأحداث في قصائده
حصل الحسين أمراكشي على عدة جوائز وطنية اعترافاً بجمالية قصائده وألحانه.